# Graz Köflacherbahnhof
Der Bahnhof Graz Köflacherbahnhof ist ein Regionalbahnhof in der steirischen Landeshauptstadt Graz und ist Station zweier Linien der S-Bahn Steiermark. Außerdem ist er der Hauptsitz der Graz-Köflacher Bahn und Busbetrieb GmbH. Er befindet sich im fünften Grazer Stadtbezirk Gries. Hier halten werktags täglich zirka 90 Züge.

## Geschichte
Die Strecke der Köflacherbahn von Graz nach Köflach wurde am 3. April 1860 für den Personenverkehr eröffnet, was auch den Graz Köflacherbahnhof für den Personenverkehr zugänglich machte. Im Zweiten Weltkrieg wurden 90 Prozent der Bahnhofsanlage zerstört und 138.000 Quadratmeter durch 182 Bombeneinschläge verwüstet, denen auch mehrere Bedienstete zum Opfer fielen. Am 2. Juli 2024 hat die ÖBB-Infrastruktur AG den Bahnhof gemeinsam mit dem Teilbetrieb Infrastruktur der GKB übernommen.

## Bahnhof
Es gibt einen 55 cm hohen Mittelbahnsteig, er ist fast komplett überdacht.

### Personenverkehr
Der Bahnhof wird von der S-Bahn Steiermark bedient.
| Linie             | Linienverlauf                                                                 | Takt    |
| ----------------- | ----------------------------------------------------------------------------- | ------- |
| S-Bahn Steiermark | Graz Hbf – Graz Köflacherbahnhof – Lieboch – Wettmannstätten – Wies-Eibiswald | 60 Min. |
| S-Bahn Steiermark | Graz Hbf – Graz Köflacherbahnhof – Lieboch – Köflach                          | 60 Min. |

### Güterverkehr
Beim Bahnhof befindet sich ein Anschlussgleis zur Siemens Mobility Austria. Die ehemalige Brauerei Reininghaus hatte ebenfalls einen Anschluss. Als in der Weststeiermark noch Kohle abgebaut wurde, fand am Bahnhof auch die Kohleentladung statt.